# Bede Park

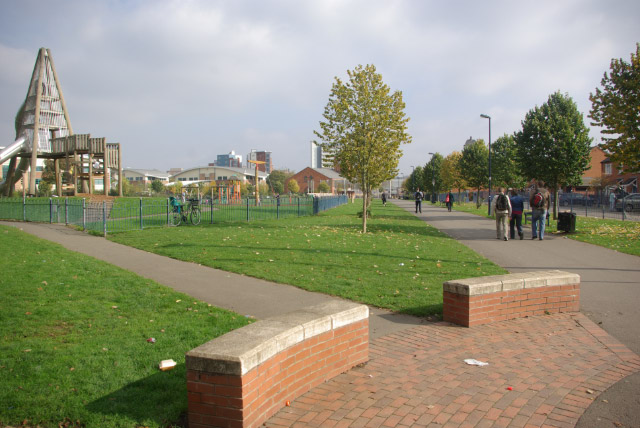
Bede Park - plac zabaw

Bede Park – park położony jeden kilometr na zachód od centrum miasta Leicester w Wielkiej Brytanii. Park znajduje się na wyspie Bede Island. W parku znajduje się plac zabaw. W okresie letnim oblegany przez studentów Uniwersytetu De Montfort.
Obok parku znajdują się ulicy z nazwami ziół i przypraw ogrodowych: Sage Road (Szałwia), Tarragon Road (Bylica draganek), Coriander Road (Kolendra), Mint Road (Mięta), Thyme Close (Tymianek).